# Paolo Angelini

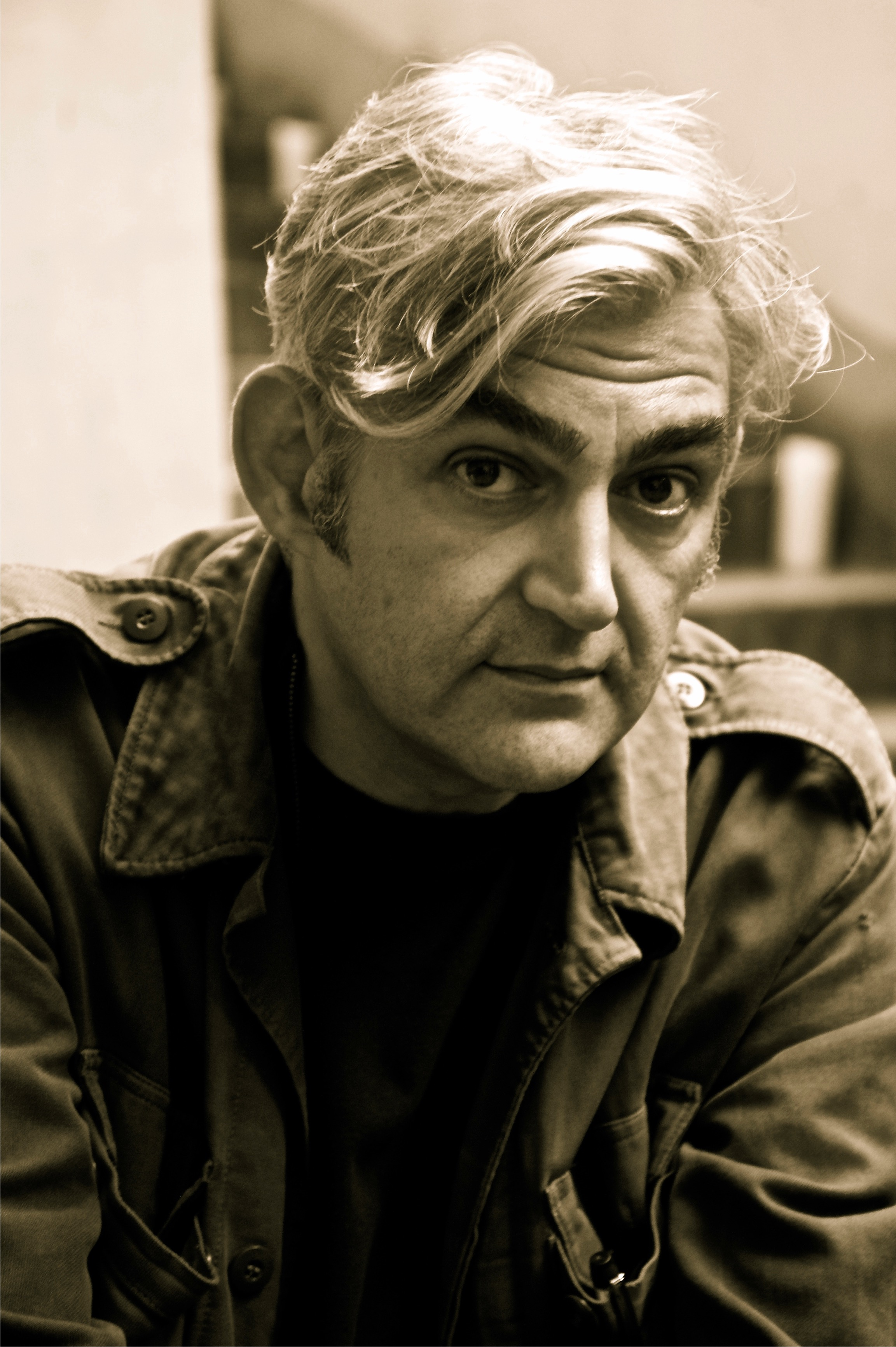

Paolo Angelini, detto Fiore (Rimini, 17 febbraio 1966), è un regista, sceneggiatore e produttore cinematografico italiano.

## Biografia
Debutta nel 1991 con un film collettivo, Link Prate TV, dedicato all'omonima televisione amatoriale, un fenomeno che aveva avuto luogo tra le case occupate del quartiere Pratello di Bologna durante gli anni novanta. Nel 1995 scrive e firma la regia del film La rivoluzione non è più quella, per la produzione di Gianluca Arcopinto. Nel 1996 Angelini scrive, a partire da un racconto di Maurizio Braucci, la sceneggiatura e firma la regia del cortometraggio S.K. Ro Cafè, presentato in concorso alla Mostra Internazionale d'arte Cinematografica di Venezia (categoria Giovani Leoni) e al Festival international du court métrage de Clermont-Ferrand.
Nel 2001 realizza Paris, Dabar, partire da una sceneggiatura intitolata La strada senza luna scritta a quattro mani con Maurizio Braucci, e che doveva narrare le tragiche vicende di un transessuale nel quartiere "Pratello" di Bologna, luogo già esplorato in Link Prate TV:
(Paolo Angelini)
Avendo vissuto lì conoscevo tanta gente, frequentavo il bar che allora era un bar di vecchi, di matti, perché c'era il manicomio, avanzi di galera, c'era di tutto insomma... Era anche la via delle prostitute e dopo dei trans... Insomma il Pratello era un posto meraviglioso e quindi avevo deciso di farci un film.»
(Paolo Angelini, 2014)
Il film verrà premiato come migliore film al NIFF e alla Triennale di Milano. Verrà inoltre proiettato fuori concorso alla Biennale di Venezia.
Promotore culturale, nel 1992 è tra i fondatori del LINK a Bologna e nel 1995 del DAMM a Napoli. Nel 2003 diviene insegnante presso l'Università di Bologna, inizialmente presso il corso di laurea in DAMS e poi, successivamente, presso il CITEM, dove presiederà la cattedra di Elementi di regia audiovisiva ed Elementi di sceneggiatura fino al 2021.
Dopo avere firmato, nel 2006, la produzione di A chi tanto, a chi niente, per la regia di Michele Vietri, sarà proprio il contatto con i suoi studenti a ricondurlo dietro la macchina da presa. Nel 2012 Angelini ritorna infatti sul set, con Quelli del DAMS, progetto a metà tra il documentario e la fiction, che racconta l'intreccio delle vite di sei studenti. L'idea per il racconto è sviluppata a partire dall'effettiva esperienza di alcuni studenti di Angelini, che vennero invitati a fare da giuria al Bellaria Film Festival. Il film venne presentato il 3 Giugno al festival di Bellaria, presso il quale il regista assieme ai suoi studenti farà parte della giuria, e il 12 Giugno al Biografilm Festival di Bologna.
Nel 2013 realizza il corto Appunti per un film su Isotta Zerri, la signora dei cappelli. , ricostruzione della vita della modista bolognese, che ha collaborato con Chanel e Dior facendo la storia del cappello d'alta moda dagli anni 30 agli anni 80.
Durante il 2014 realizza il film GERMANO SARTELLI. La forma delle cose - Conversazioni sul grande artista imolese. Il film viene proiettato come evento di Artefiera gennaio 2016 alla Cineteca di Bologna,  come evento speciale al Teatro Comunale di Imola, terra di nascita dell'artista, e partecipa alla Triennale di Milano nel maggio 2016.
Nel 2015 partecipa alla realizzazione di Le radici dei sogni - L'Emilia Romagna tra cinema e paesaggio, documentario di Francesca Zerbetto e Dario Zanasi che studia il rapporto tra l'Emilia-Romagna e la poetica attraverso le esperienze di alcuni autori del cinema italiano.
Durante il 2015 dirige Ho conosciuto Magnus, ritratto dell'autore di fumetti Roberto Raviola. Il film è parte di un progetto più ampio, promosso da Fondazione del Monte di Bologna e Ravenna, che comprende la mostra dal titolo Magnus e l'altrove. Favole Oriente, Leggende a cura di Luca Baldazzi e Michele Masini, allestita presso la sede della Fondazione, e il libro, Magnus prima di Magnus. Gli anni dell'apprendistato di un maestro del fumetto di Luca Baldazzi. La copia lavoro working progress è presentata in anteprima il 22 novembre 2015 al Festival BilBOlBul. Il film completato nel 2016 è presentato in concorso al festival Biografilm.
Nel 2016 dirige  ER Connection (archiviato dall'url originale il 3 dicembre 2020)., documentario, prodotto da Kronos film sulle infiltrazioni criminali nel Reggiano e lungo la Riviera adriatica, da Rimini a Gabicce; un coro di voci e volti coinvolti a vario titolo in inchieste di mafia che testimoniano la complessità del fenomeno e il suo radicamento sul territorio. Il film rientra nel progetto di ricerca “Segnali di mafia” coordinato da Marco Santoro, docente di sociologia all’Università di Bologna. Per la sua realizzazione, Angelini si avvale del supporto di Marco Santoro e Marco Solaroli autori della ricerca e con i quali firma la sceneggiatura.
Durante il 2016 inizia a girare il film lungometraggio Opera Mundi, Rigoletto Experientia. Le riprese dall’interno del Teatro Comunale di Bologna proseguiranno poi a Comacchio, Ravenna, Roma, Siracusa, Catania, Palermo, Trapani, Berlino, Parigi e Londra e si concludono alla fine del 2017. Il film mette in scena la rappresentazione: inizia con una citazione di Nicholas Ray: Sopravviviamo grazie a quello che riveliamo di noi stessi. Dall’allestimento del Rigoletto di Giuseppe Verdi, poi … il palcoscenico si dilata fino ad abbracciare il mondo contemporaneo, in una riflessione che percorre il tempo dello spirito, il divino, la follia. La città stessa diviene una composizione di tanti luoghi dell'anima e della memoria. Dopo una lunga gestazione il film è mostrato per la prima volta al pubblico, in versione non definitiva, nel febbraio 2020 all'European Film Market Berlin. 
Si conclude con la versione definitiva nella primavera 2020.
Nel 2020 scrive e dirige il documentario Il Codice Bologna 1980-2020. Un docufilm tra i meandri della strage di Bologna e i suoi responsabili''.  Tra le azioni intraprese dall’associazione dei familiari delle vittime della strage alla Stazione di Bologna del 2 agosto 1980, volte a scoprire la verità e a ottenere giustizia, determinante fu quella di creare un rudimentale software, un archivio e una mappa per orientarsi nel materiale processuale. In seguito, a partire dal 2008, l’associazione contribuirà in maniera determinante alla digitalizzazione di tutti i materiali processuali. Un lungo lavoro concluso nel 2019, ma che già a partire dal 2017 permetterà alla polizia giudiziaria di avviare nuove indagini.  Il film è presentato il 2 agosto 2020 in Piazza Maggiore a Bologna in occasione del 40º anniversario della strage.
Nel 2022 realizza Pasolini. Cronologia di un delitto politico. Presentato Alla XVII^ edizione del Festival del Cinema di Roma, il film è un'inchiesta, un itinerario istruttorio dal 1960 al 1975, nella vicenda di Pasolini vivo, alla ricerca della verità politica del suo omicidio. 

## Filmografia

### Regia e sceneggiatura
- Link Prate TV (1991, film collettivo)
- S.k. Ro cafè (1995, cortometraggio)[18]
- La rivoluzione non è più quella (1995)
- Paris, Dabar (2001)
- Quelli del DAMS (2012)
- Appunti per un film su Isotta Zerri (2013, cortometraggio)
- Germano Sartelli. La Forma delle Cose, Conversazioni (2015)
- Ho conosciuto Magnus (2016)
- ER Connection (2016)
- Opera Mundi, Rigoletto Experientia (2020)
- Il Codice Bologna 1980-2020 (2020)
- Pasolini. Cronologia di un delitto politico (2022)

### Produzione
- A chi tanto, a chi niente (2006, regia di Michele Vietri)

## Televisione
- Distretto di Polizia (serie TV, episodio 8x19, Appuntamento al buio, sceneggiatura)[19]
- Cuori Rubati (serie TV, produttore creativo associato)
- Spam (serie TV, regista e head writer)
- Tequila & Bonetti (serie TV, sceneggiatore)[20]